# Isakivți, Camenița
Isakivți (în ucraineană Ісаківці) este un sat în comuna Lastivți din raionul Camenița, regiunea Hmelnîțkîi, Ucraina.

## Demografie
Componența lingvistică a localității Isakivți
     Ucraineană (93,75%)
     Rusă (6,25%)
Conform recensământului din 2001, majoritatea populației localității Isakivți era vorbitoare de ucraineană (93,75%), existând în minoritate și vorbitori de rusă (6,25%).